# Grammonota chamberlini
Grammonota chamberlini är en spindelart som beskrevs av Ivie och Barrows 1935. Grammonota chamberlini ingår i släktet Grammonota och familjen täckvävarspindlar. Inga underarter finns listade i Catalogue of Life.